# José Miguel Varas
José Miguel Varas (Santiago do Chile, 12 de março de 1928) é um romancista, contista, biógrafo e jornalista chileno.

## Prêmios
José Miguel Varas ganhou o Prêmio Nacional de Literatura do Chile em 2006.

## Obras
- Cahuín (1946)
- Sucede (1950)
- Porái (1963)
- Chacón (1967)
- Lugares comunes (1968)
- Historias de risas y lágrimas (1972)
- Las pantuflas de Stalin (1990)
- Neruda y el huevo de Damocles (1992)
- El correo de Bagdad (1994)
- La novela de Galvarino y Elena (1995)
- Exclusivo (1996)
- Cuentos de ciudad (1997)
- Nerudario (1999)
- Cuentos completos (2001)
- Neruda clandestino (2003)
- Los sueños del pintor (2005)
- Milico (2007)